# Hachim Mastour
Hachim Mastour (ur. 15 czerwca 1998 w Reggio nell'Emilia) – marokański piłkarz włoskiego pochodzenia występując na pozycji pomocnika w marokańskim klubie Renaissance Zemamra. Reprezentant Maroka oraz młodzieżowy reprezentant Włoch.

## Kariera klubowa
W lipcu 2012 roku, w wieku 14 lat, Mastour opuścił swój dotychczasowy klub, Reggianę, i dołączył do akademii piłkarskiej A.C. Milan. Na początku 2014 roku zwrócił na siebie uwagę futbolowego świata, gdy wystąpił w reklamie Red Bulla, w ramach której wziął udział we freestyle'owym pojedynku z reprezentantem Brazylii Neymarem. Tuż przed ostatnim meczem sezonu 2013/14 ówczesny menadżer Milanu Clarence Seedorf awansował Mastoura do pierwszej drużyny, czyniąc z niego tym samym najmłodszego gracza klubu, który znalazł się w ligowej kadrze. Ostatecznie jednak 18 maja piłkarz przesiedział na ławce rezerwowych całe wygrane 2:1 spotkanie z Sassuolo.
31 sierpnia 2015 roku Mastour został na dwa lata wypożyczony do hiszpańskiej Málagi.
Po roku powrócił jednak do Milanu, zaś 15 lipca 2016 roku został wypożyczony do holenderskiego PEC Zwolle.

## Kariera reprezentacyjna
W latach 2013–2014 Mastour zanotował pięć występów w barwach reprezentacji Włoch do lat 16, dla której zdobył także jedną bramkę. 12 czerwca 2015 roku zadebiutował w reprezentacji Maroka podczas wygranego 1:0 spotkania kwalifikacyjnego do Pucharu Narodów Afryki 2017 przeciwko Libii. W 88. minucie zmienił na boisku Nordina Amrabata i tym samym, mają 16 lat 363 dni, został najmłodszym reprezentantem Maroka w historii.

## Styl gry
W 2014 roku Omar Danesi, zajmujący się w Milanie szkoleniem młodzieży do lat 17, opisał Mastoura następująco: „Niemożliwe jest odebranie piłki Hachimowi. Ciągle biega na złamanie karku. W trakcie tego roku bardzo się poprawił, zwłaszcza pod względem współpracy z resztą drużyny. Jest jeszcze młody i jeszcze sporo do poprawy przed nim. Talent, który posiada, czyni go zawodnikiem, który definitywnie może grać na San Siro. Jest jednak ciągle młody i powinien mieć możliwość rozwijać się w spokoju”. Jest porównywany do Marco van Bastena, Zinédine′a Zidane′a, Juana Romána Riquelme, Wesleya Sneijdera i Kaki. W listopadzie 2014 zajął 4. miejsce w rankingu najbardziej utalentowanych piłkarzy wg czeskiego dziennika „Blesk”.